# Tunel Củ Chi
Tunel Củ Chi (wiet. Địa đạo Củ Chi) – system tuneli, znajdujący się 70 km na północny zachód od Sajgonu w Wietnamie. Pierwotna długość tych tuneli sięgała ponad 200 km, ale do dziś zachowało się tylko 120 km. Tunele zostały wybudowane przez Vietcong podczas wojny w Wietnamie. W tunelach znajdowały się szpitale, kuchnie, sypialnie, sale konferencyjne i arsenały. W 1968 roku Wietkong zaatakował Sajgon z tych właśnie tuneli. Dzisiaj tunele Củ Chi to miejsce wędrówek turystów.